# Rothhausen
Rothhausen ist ein Gemeindeteil der Gemeinde Thundorf in Unterfranken im bayerischen Landkreis Bad Kissingen.

## Geographie
Das Kirchdorf Rothhausen liegt an der Lauer, die bei Oberlauringen entspringt und bei Niederlauer in die Fränkische Saale mündet.
Benachbarte Städte von Rothhausen sind Schweinfurt (18 km), Bad Königshofen (22 km), Bad Kissingen (24 km), Bad Neustadt (25 km) und Haßfurt (30 km).

## Geschichte

### Zwischen dem 12. und dem 19. Jahrhundert
Rothhausen wurde 1196 erstmals urkundlich erwähnt, es entwickelte sich um eine kleine Dorfkirche herum. Im Jahre 1361 war der Ort im Besitz der Herren von Maßbach, später fiel er den Schaumbergern zu. Nach der Reformation, ab 1528, wurde die evangelische Konfession eingeführt. Während des Dreißigjährigen Krieges wurde Rothhausen erheblich verwüstet. Das Geschlecht der Schaumberger verkaufte 1676 den gesamten Besitz an das Geschlecht derer zu Rosenbach für 57.000 Rheinische Taler. Dies betraf die Gemarkung Thundorf und die damaligen Dörfer Rothhausen und Theinfeld. Die Rosenbachs saßen in Würzburg und für ihre von den Schaumbergern übernommenen Güter wurden Verwalter eingesetzt. Als 1806 das Geschlecht derer zu Rosenbach in männlicher Linie ausstarb, erklärte der Großherzog von Würzburg das Gebiet für vermannt und anheimgefallen. Da die letzten Herren katholisch waren, wurde das Gebiet wieder katholisch, die Pfarrei, die Rothhausen betreute, befand sich in Thundorf.

### Ab dem 20. Jahrhundert
Bis 1959 hatte Rothhausen eine Haltestelle an der Lokalbahnstrecke von Rottershausen nach Stadtlauringen (Lauertalbahn, im Volksmund Lauermärt genannt). Diese Bahnverbindung bestand insgesamt etwa 60 Jahre lang. Modellspielwarenhersteller Pola hatte bis 1997 in Rothhausen seinen Sitz.
Seit dem 1. Mai 1978 gehört Rothhausen zu Thundorf in Unterfranken, wo auch der Bürgermeister seinen Sitz hat.
In Rothhausen gibt es zwei Kirchen. Das evangelische Gotteshaus stammt aus dem 14. Jahrhundert und diente bis 1924 als „Simultankirche“ so sowohl den evangelischen als auch den katholischen Christen. Die katholische Kirche  wurde 1924 errichtet. Der gemeinsame Kirchenchor tritt unter dem Namen „Wendelinuschor“ auf.

### Einwohnerentwicklung
Innerhalb von 400 Jahren ist die im Ort lebende Anzahl Personen um das knapp Vierfache gestiegen. Seit den 1950er Jahren ist der Anstieg unwesentlich. Im Lauf der Entwicklung wurde zu keiner Zeit die 500-Marke überschritten. In der gesamten Gemeinde wohnen im Jahr 2018 1110 Menschen, die sich auf die vier Teile Theinfeld, Thundorf, Rothhausen und Unterfranken aufteilen. Die Einwohnerzahl Rothhausens ist dem allgemeinen Trend folgend seit Beginn der 2000er Jahre rückläufig und beträgt 2024 nur noch knapp über 400 (incl. Nebenwohnsitze).
| Jahr      | 1600 | 1700 | 1750 | 1850 | 1920 | 1950 | 1961 | 1970 | 2000 |
| --------- | ---- | ---- | ---- | ---- | ---- | ---- | ---- | ---- | ---- |
| Einwohner | 0135 | 0175 | 0200 | 0240 | 0296 | 0323 | 0366 | 0402 | 0468 |

### Wappen
Blasonierung: In Silber ein rot gekrönter und rot bewehrter schwarzer Löwenrumpf, darunter schräg gekreuzt eine rote Reuthaue und ein Rodungsbeil.

## Bildung und Sport
Am Rande des Ortes Rothhausen liegt die Volksschule Thundorf in Unterfranken, die für die Gemeinde Thundorf zuständige Grundschule. Das Schulgebäude wurde 1952 errichtet und 1977 durch zwei zusätzliche Klassenzimmer und eine Turnhalle mit einer Außensportanlage (Hartplatz, 50-Meter-Tartan-Laufbahn, Weitsprunganlage, Fußballfeld) erweitert. Das Schulgebäude war 1952 die erste Schule, die im Landkreis Bad Kissingen nach dem Zweiten Weltkrieg neu erbaut wurde. In der Schule wird inzwischen nicht mehr unterrichtet.
Es gibt in Rothhausen einen Schützenverein, die Lauertalkapelle, die Freiwillige Feuerwehr und einen Sportverein mit einem Breitensportangebot und Fußball. Aktuell spielt die Herrenmannschaft in Spielgemeinschaft mit dem VfB Volkershausen.

## Verkehrsanbindung
Rothhausen ist im ÖPNV über die Buslinie Thundorf–Schweinfurt (Buslinie 8171) zu erreichen und liegt an der Staatsstraße 2281 von Hofheim in Unterfranken nach Münnerstadt.